# Effetto Zeigarnik
L'effetto Zeigarnik, dal nome della psicologa lituana Bluma Zeigarnik, è la tendenza a ricordare i compiti o le azioni incompiute o interrotte con maggior facilità di quelle completate.

## Descrizione
La psicologa Bluma Zeigarnik studiò il fenomeno partendo dalle osservazioni dello psicologo gestaltiano e suo professore Kurt Lewin. Nel 1927 pubblicò uno studio che descrive il fenomeno che prese il suo nome. Zeigarnik aveva notato che, in un ristorante affollato, un cameriere ricordava tutte le ordinazioni parzialmente eseguite, mentre non ricordava niente delle ordinazioni già concluse. Per realizzare il suo studio la Zeigarnik affidò a diversi soggetti una serie di 18-22 esercizi da completare (enigmi, giochi, problemi aritmetici). I soggetti alla fine dell'esperimento si ricordavano due volte di più gli esercizi non conclusi rispetto a quelli completati con successo.
L'effetto Zeigarnik descrive come la mente umana ha più facilità a continuare un'azione già cominciata e portarla a termine, piuttosto che dover affrontare un compito partendo da zero. Infatti, quando si incomincia un'azione si crea una motivazione per portarla a termine che rimane insoddisfatta se l'attività viene interrotta. Sotto l'effetto di questa motivazione un compito interrotto rimane nella memoria meglio e più profondamente di un'attività completata.

## Applicazioni pratiche
L'effetto Zeigarnik è il fenomeno psicologico alla base del funzionamento in narrativa del cliffhanger. Proprio sfruttando il meccanismo dell'effetto Zeigarnik, nelle telenovele gli episodi si interrompono con classici cliffhanger, lasciando incompiuta la trama dell'episodio al fine di spronare lo spettatore a seguire l'episodio successivo.